# Джефф Фінгер
Джефф Фінгер (англ. Jeff Finger, нар. 18 грудня 1979, Гоугтен, Мічиган) — американський хокеїст, що грав на позиції захисника.

## Ігрова кар'єра
Хокейну кар'єру розпочав 1997 року.
1999 року був обраний на драфті НХЛ під 240-м загальним номером командою «Колорадо Аваланч».
Протягом 10-річної професійної клубної ігрової кар'єри захищав кольори «Колорадо Аваланч», «Торонто Мейпл-Ліфс» та деяких інших команд нижчих північноамериканських ліг.
Загалом провів 204 матчі в НХЛ, включаючи 5 ігор плей-оф Кубка Стенлі.

## Статистика
| Сезон        | Клуб                 | Ліга         | Регулярний сезон | Регулярний сезон | Регулярний сезон | Регулярний сезон | Регулярний сезон | Плей-оф | Плей-оф | Плей-оф | Плей-оф | Плей-оф |
| Сезон        | Клуб                 | Ліга         | І                | Г                | П                | О                | ШХ               | І       | Г       | П       | О       | ШХ      |
| ------------ | -------------------- | ------------ | ---------------- | ---------------- | ---------------- | ---------------- | ---------------- | ------- | ------- | ------- | ------- | ------- |
| 1997–98      | «Грін-Бей Гамблерс»  | ХЛСШ         | 51               | 5                | 9                | 14               | 208              | 4       | 0       | 0       | 0       | 18      |
| 1998–99      | «Грін-Бей Гамблерс»  | ХЛСШ         | 55               | 11               | 28               | 39               | 199              | 6       | 0       | 3       | 3       | 14      |
| 1999–00      | «Грін-Бей Гамблерс»  | ХЛСШ         | 55               | 13               | 35               | 48               | 154              | 14      | 3       | 11      | 14      | 40      |
| 2000–01      | «Сент-Клауд Стейт»   | ЗКХА         | 41               | 4                | 5                | 9                | 84               | —       | —       | —       | —       | —       |
| 2001–02      | «Сент-Клауд Стейт»   | ЗКХА         | 42               | 6                | 20               | 26               | 105              | —       | —       | —       | —       | —       |
| 2002–03      | «Сент-Клауд Стейт»   | ЗКХА         | 24               | 5                | 8                | 13               | 46               | —       | —       | —       | —       | —       |
| 2003–04      | «Рідінг Роялс»       | ХЛСУ         | 10               | 2                | 5                | 7                | 24               | —       | —       | —       | —       | —       |
| 2003–04      | «Герші Берс»         | АХЛ          | 63               | 2                | 9                | 11               | 88               | —       | —       | —       | —       | —       |
| 2004–05      | «Герші Берс»         | АХЛ          | 75               | 4                | 11               | 15               | 125              | —       | —       | —       | —       | —       |
| 2005–06      | «Лоуелс Девілс»      | АХЛ          | 70               | 3                | 20               | 23               | 116              | —       | —       | —       | —       | —       |
| 2006–07      | «Елбені Рівер Ретс»  | АХЛ          | 44               | 3                | 10               | 13               | 65               | 5       | 1       | 1       | 2       | 4       |
| 2006–07      | «Колорадо Аваланч»   | НХЛ          | 22               | 1                | 4                | 5                | 11               | —       | —       | —       | —       | —       |
| 2007–08      | «Колорадо Аваланч»   | НХЛ          | 72               | 8                | 11               | 19               | 40               | 5       | 0       | 2       | 2       | 4       |
| 2008–09      | «Торонто Мейпл-Ліфс» | НХЛ          | 66               | 6                | 17               | 23               | 43               | —       | —       | —       | —       | —       |
| 2009–10      | «Торонто Мейпл-Ліфс» | НХЛ          | 39               | 2                | 8                | 10               | 20               | —       | —       | —       | —       | —       |
| 2010–11      | «Торонто Марліс»     | АХЛ          | 23               | 0                | 5                | 5                | 8                | —       | —       | —       | —       | —       |
| 2011–12      | «Торонто Марліс»     | АХЛ          | 31               | 3                | 7                | 10               | 44               | —       | —       | —       | —       | —       |
| Усього в НХЛ | Усього в НХЛ         | Усього в НХЛ | 199              | 17               | 40               | 57               | 114              | 5       | 0       | 2       | 2       | 4       |